# روي روثرفورد
روي روثرفورد (بالإنجليزية: Roy Rutherford)‏ مواليد 4 أغسطس 1973 في كوفنتري، هو ملاكم محترف بريطاني يصنف ضمن فئة وزن الريشة.

## إحصائيات
خاض خلال مسيرته 22 نزالا، فاز في 17 وتعادل في 1 وخسر في 4. فاز بالضربة القاضية في 7 نزالات.

## روابط خارجية
- روي روثرفورد على موقع بوكس ريك (الإنجليزية) (registration required)